# Consell Federal Executiu
El Consell Federal Executiu és l'òrgan de govern formal que exerceix el poder o autoritat executiva a Austràlia segons el que estableix la constitució australiana. Les seves característiques i funcions són equivalents als altres Consells Executius dels Territoris del Commonwealth, com ara el Consell Executiu de Nova Zelanda o el Consell Privat del Canadà i el Regne Unit. El Consell Executiu és presidit pel governador-general d'Austràlia amb la funció d'"aconsellar-lo" en la gestió de govern. A diferència dels consells britànics i canadencs, el líder de l'oposició no hi és designat com a membre.
Segons la secció 62 de la constitució, tots els ministres d'Estat—és a dir, els ministres i els secretaris parlamentaris—són membres del Consell. Tots els membres són vitalicis, tot i que només els ministres de govern en servei assisteixen a les assemblees. El Consell Executiu difereix del gabinet en què el gabinet inclou només els ministres en funcions actuals. Els membres del Consell Executiu reben el títol d'"Honorables". Tot i que els ex-ministres, incloent-hi els que s'han retirat de la vida política, no són convidats a assistir a les assemblees i reunions executives, formalment són "consellers executius de guàrdia".